# Браун, Эмиль
Эмиль Браун (нем. Emil Braun; 18 сентября 1870, Ленцбург — 14 мая 1954) — швейцарский виолончелист и музыкальный педагог.
Окончил гимназию в Арау, затем в 1889—1893 гг. учился в Лейпцигской консерватории у Юлиуса Кленгеля и Альвина Шрёдера (виолончель), Саломона Ядассона (теория и композиция). В 1892 г. получил премию Хельбига как один из лучших студентов.
С 1893 г. работал в Базеле. С 1898 г. председатель Общества швейцарских музыкантов Базеля. Концертировал в Берлине, Лейпциге, Мюнхене и других германских и швейцарских городах, в том числе в дуэте с Хансом Хубером. На рубеже веков выступал также в составе Базельского фортепианного квартета и Базельского фортепианного трио (оба во главе с пианистом Готфридом Штаубом). В годы Первой мировой войны дал много концертов в госпиталях, был удостоен медали прусского Красного креста.
С 1907 г. преподавал в Базельской высшей школе музыки, с 1924 г. также в школе кантона Аргау. После 1936 г. возглавлял Швейцарский музыкально-педагогический союз.